# Musee des Beaux-Arts de Tournai

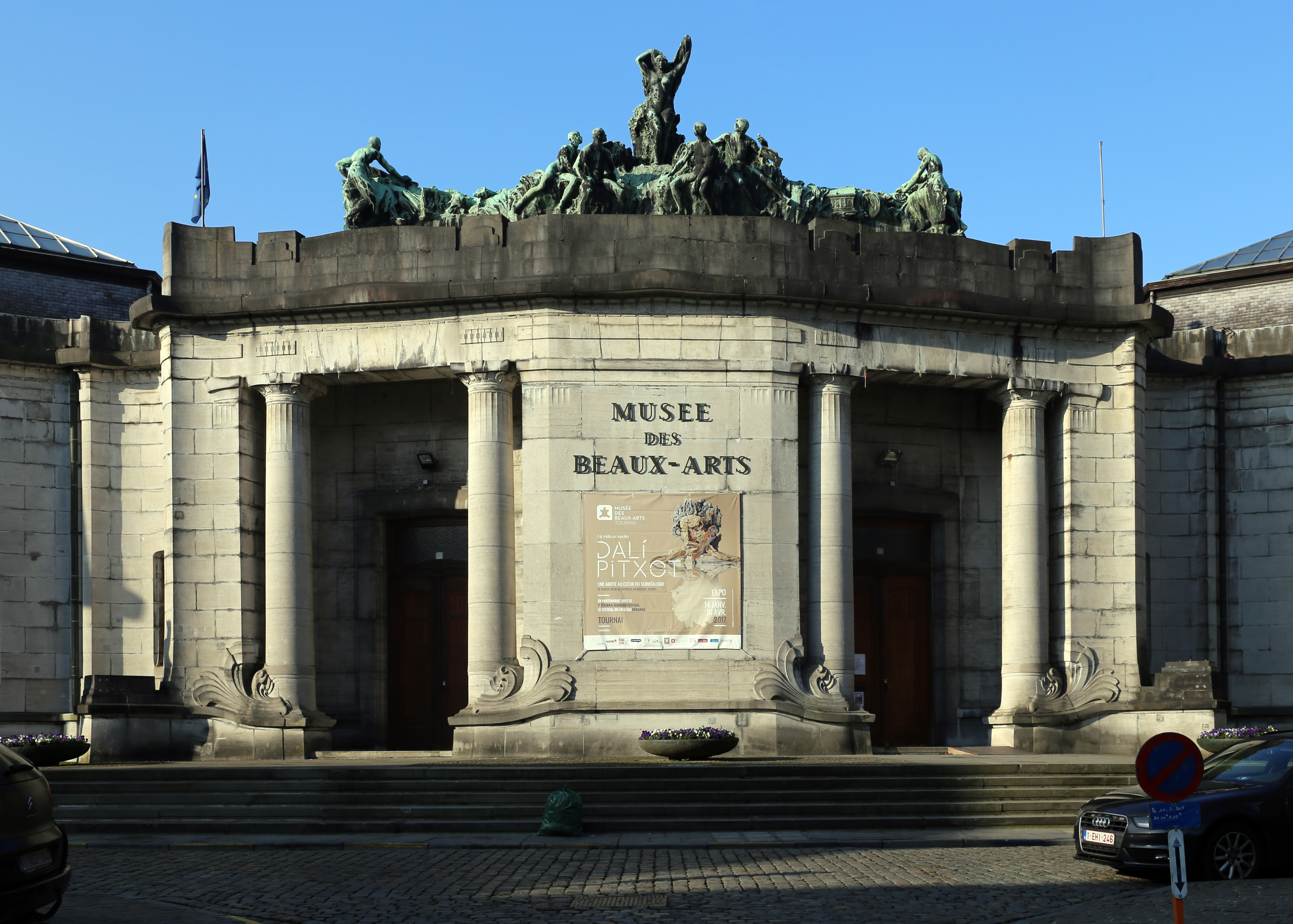
Musée des Beaux-Arts de l'Enclos Saint-Martin

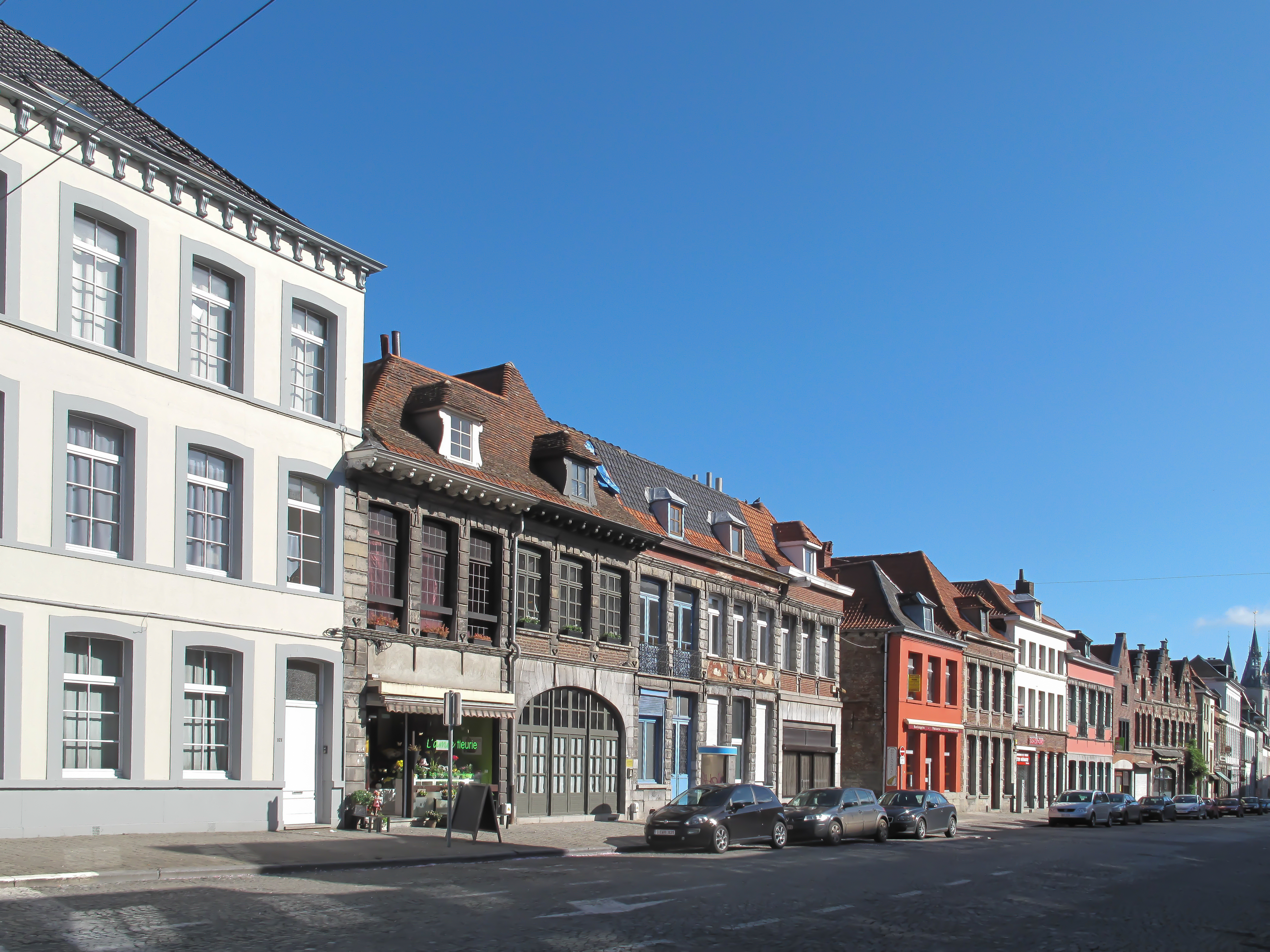
View to a street: rue Saint Martin

El Museu des Beaux-Arts de Tournai, a Bèlgica, és un museu d'art. El museu es va crear a principis del segle 20, quan Henri Van Cutsem, un col·leccionista d'art belga, va oferir la seva col·lecció a la ciutat de Tournai l'any 1905. La col·lecció conté importants obres d'important del segle xix, sobretot de pintors francesos com Manet, Monet, Seurat entre d'altres.
L'arquitecte belga d'Art Nouveau Victor Horta va iniciar el disseny d'un nou edifici que contindria la donació Van Cutsem i altres exposicions que ja eren a la ciutat de Tournai, però la Primera Guerra Mundial va començar i la construcció va ser retardada. Horta va abandonar els seus primers dissenys realitzats en un estil típic d'Art Nouveau. L'edifici finalment obrí les portes l'any 1928.